# Steven Berghuis
Steven Berghuis (ur. 19 grudnia 1991 w Apeldoorn) – holenderski piłkarz występujący na pozycji napastnika w holenderskim klubie AFC Ajax oraz w reprezentacji Holandii.
W reprezentacji Holandii zadebiutował 27 maja 2016 w zremisowanym 1:1 meczu z Irlandią. Uczestnik Mistrzostw Europy 2020 oraz Mistrzostw Świata 2022.

## Sukcesy

### FC Twente
- Superpuchar Holandii: 2010, 2011

### AZ Alkmaar
- Puchar Holandii: 2012/2013

### Feyenoord
- Mistrzostwo Holandii: 2016/2017
- Puchar Holandii: 2017/2018
- Superpuchar Holandii: 2017, 2018

### AFC Ajax
- Mistrzostwo Holandii: 2021/2022

### Indywidualne
- Król strzelców Eredivisie: 2019/2020 (15 goli)[a]

### Wyróżnienia
- Piłkarz miesiąca w Eredivisie: Wrzesień 2017, Grudzień 2017[3], Luty 2023[4]
- Drużyna sezonu Eredivisie: 2017/2018[5]